# 五甲協善心德堂

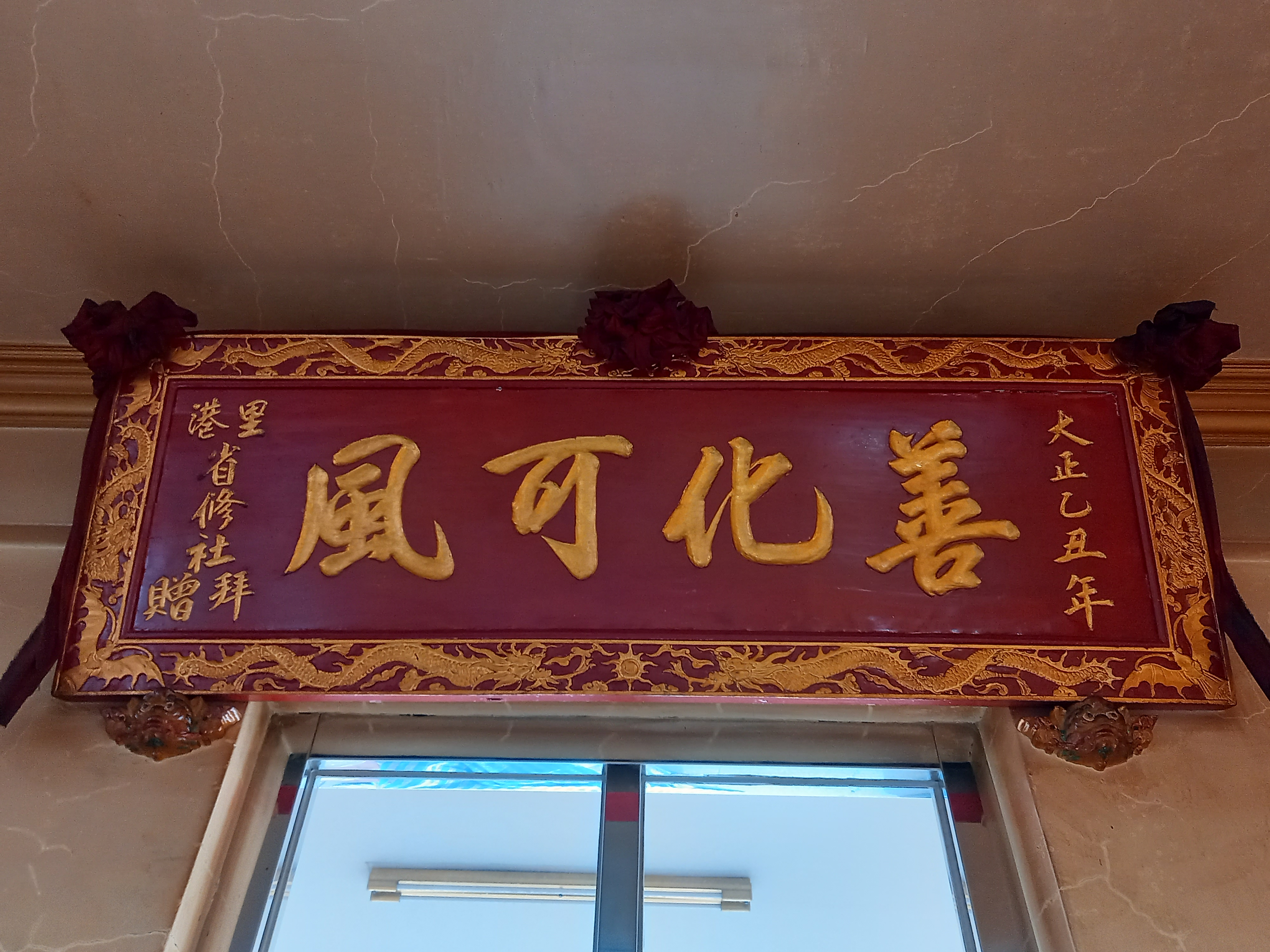
日治大正乙丑年匾額「善化可風」

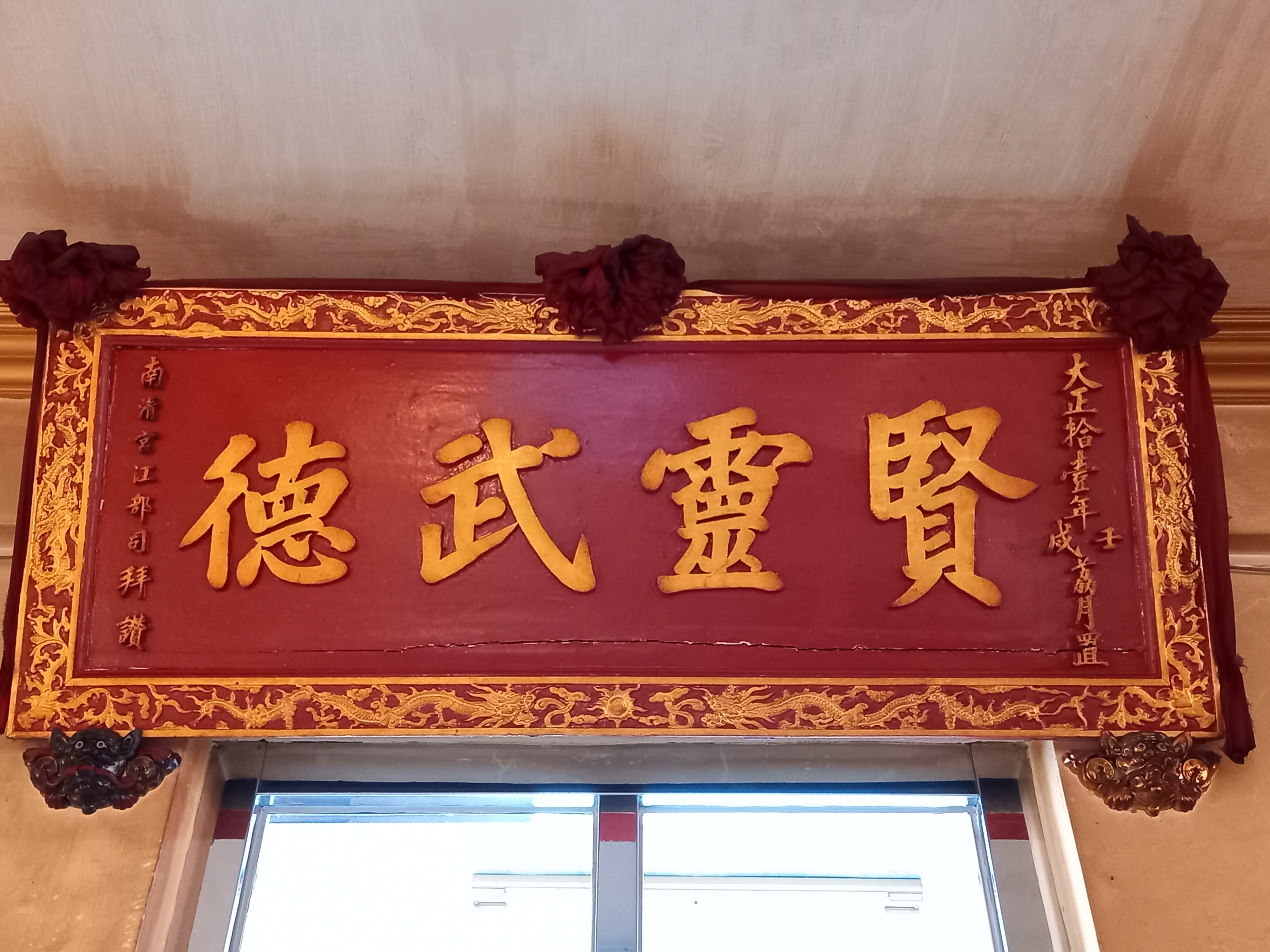
日治大正十一年匾額「賢靈武德」

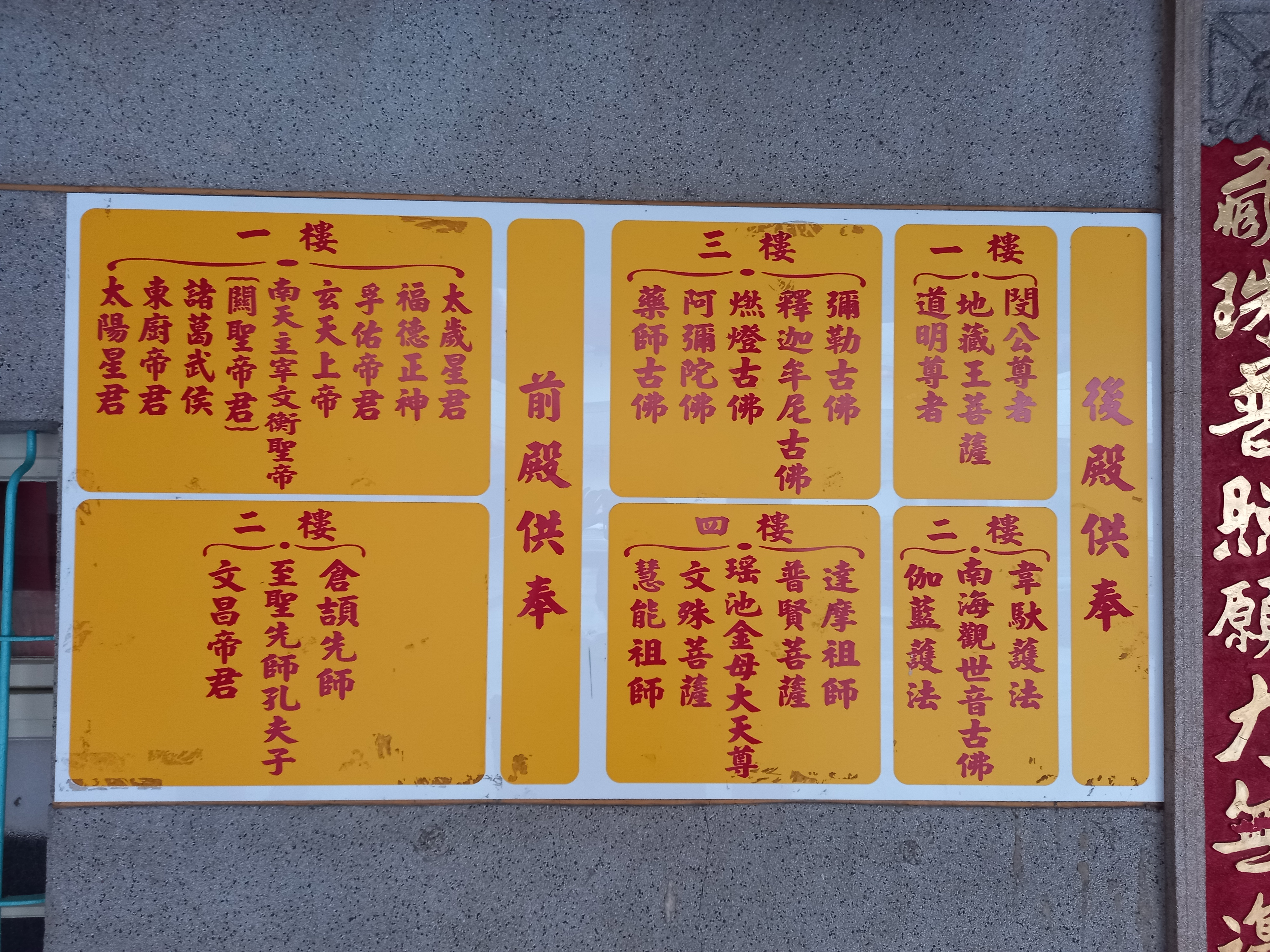
五甲協善心德堂供奉仙佛神祇

五甲協善心德堂（Wu Jia Xie Shan Xin De Tang），又稱五甲關帝廟或五甲觀音亭，齋教先天道萬全堂系的兩所廟宇的合稱，是高雄市鳳山區五甲的齋堂與鸞堂，建於1915年（日治大正四年），主祀關聖帝君（協善堂）、觀世音菩薩（心德堂），為台灣少數僅存奉行先天道祭祀儀軌之佛堂。附近有五甲境主廟，五甲龍成宮。

## 沿革
- 日治大正6年八月（1917年），鄭頭、陳有雲與陳媽栓三人在扶鸞後於陳有雲住處開設鸞堂。
- 大正11年（1922年），經南天主宰文衡聖帝（關聖帝君）指示，選擇今址建土厝一棟，稱為協善堂，主祀文衡聖帝，配祀諸恩主。
- 大正14年（1925年），建心德佛堂，主祀觀世音菩薩，為先天道齋友之修行場所。
- 1961年9月，協善堂重建為磚屋，並為關聖帝君與諸恩主塑造金身，並加祀至聖先師孔子金身。
- 1962年，協善堂與心德佛堂受批准成立，並合併為「財團法人五甲協善心德堂」。
- 1973年11月26日，堂主鄭榮，重建心德佛堂為今貌之四樓七層大殿，並增加祭祀仙佛。為當時台灣最大佛堂而轟動一時。

## 協善堂祭祀仙佛
- 一樓關帝殿：主祀文衡帝君（關聖帝君）
- 二樓至聖殿：主祀至聖先師（孔子）

## 後殿祭祀仙佛
- 一樓地藏殿：主祀地藏王菩薩
- 二樓心德佛堂：主祀觀世音菩薩；觀音像前中央有一盞佛燈（俗稱老母燈），象徵先天道最高主神無極老母大天尊
- 三樓大雄寶殿：主祀燃燈古佛、釋迦牟尼佛、西方彌陀佛、彌勒尊佛、東方藥師佛，配祀五百羅漢尊者。
- 四樓無極殿： 主祀瑤池金母（母娘、西王母），配祀文殊菩薩、普賢菩薩、初祖菩提達摩大祖師、六祖慧能大祖師與禪宗西天二十八祖師。

## 圖集

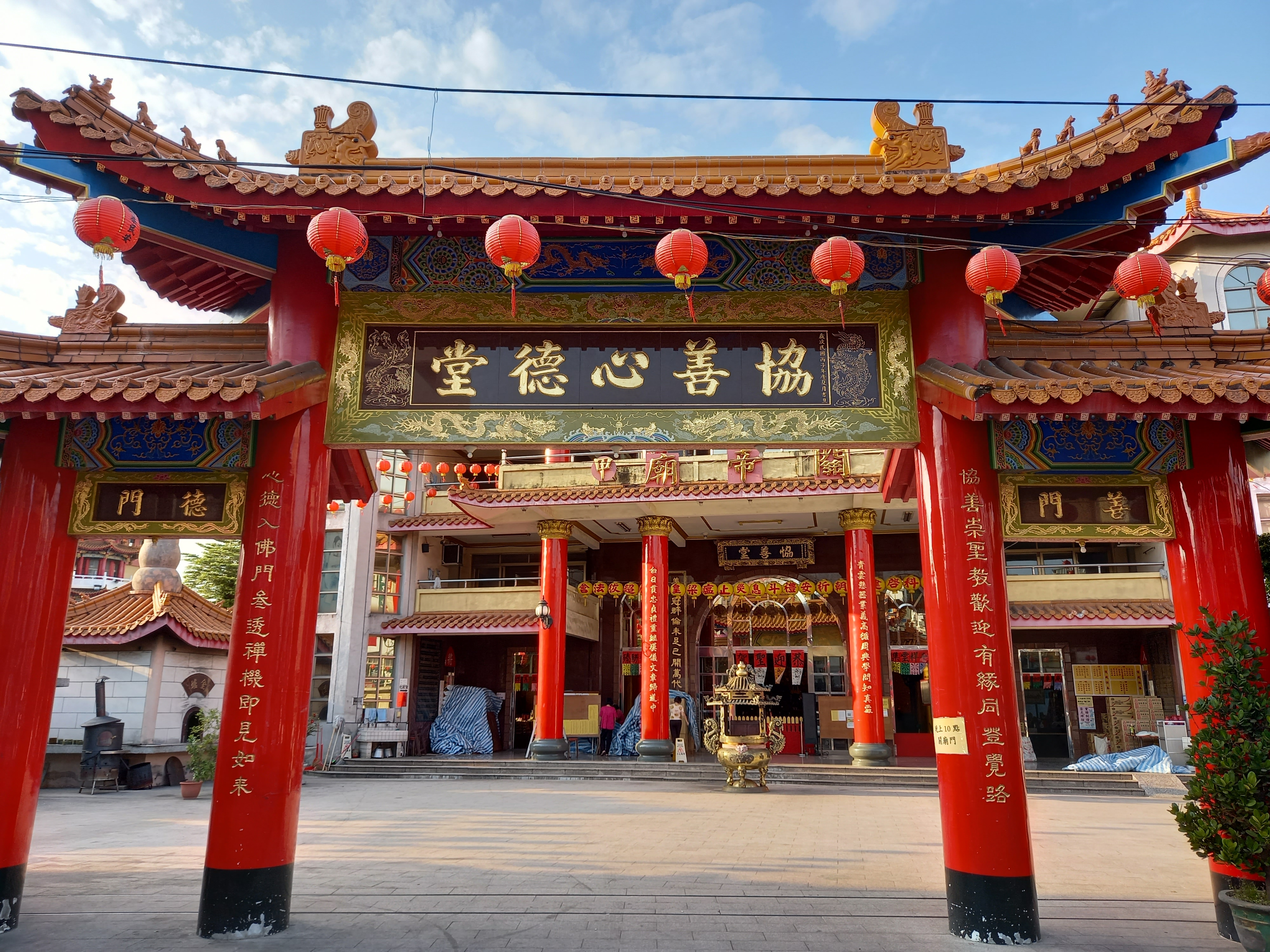
協善心德堂山門
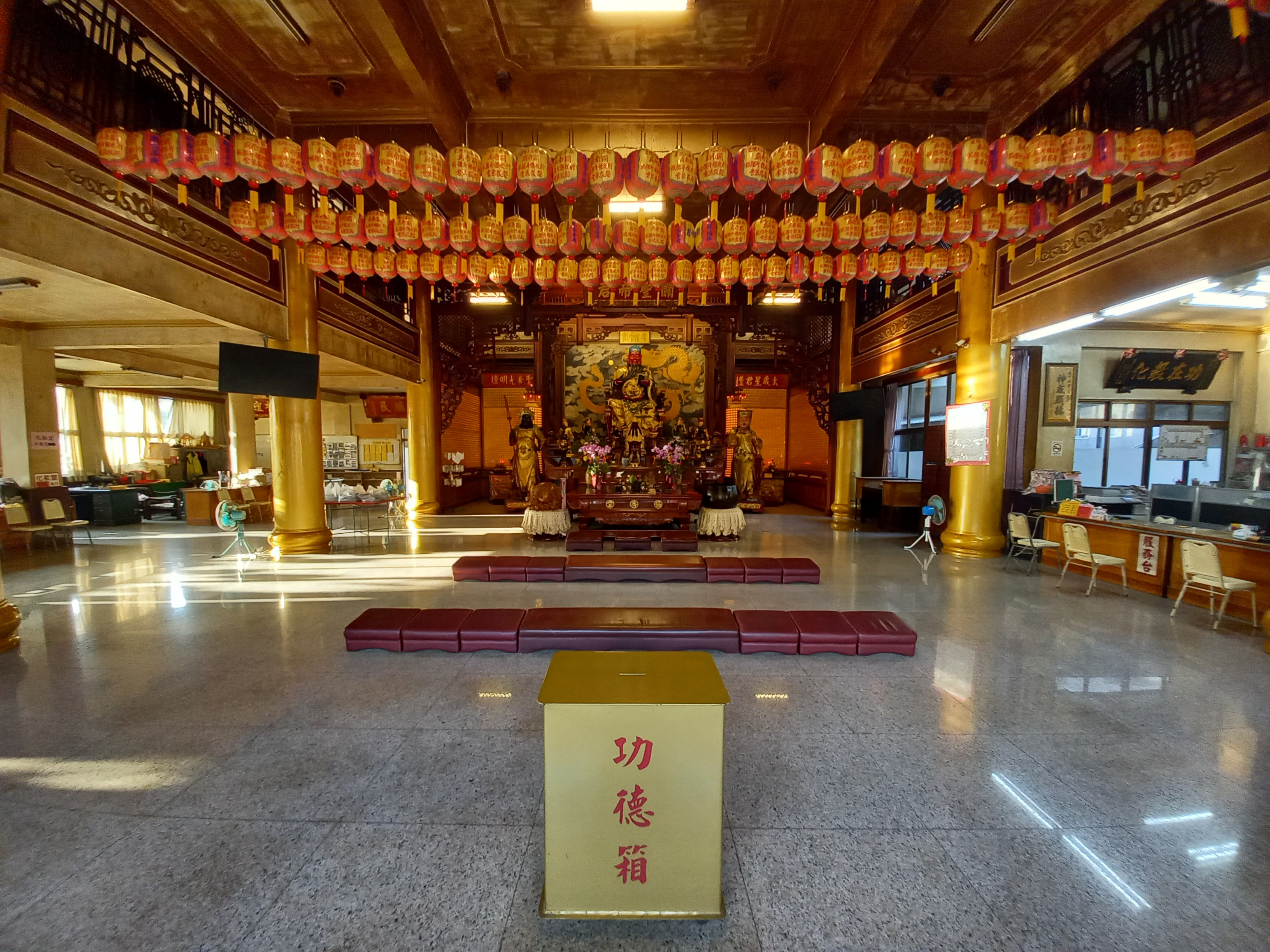
關帝殿
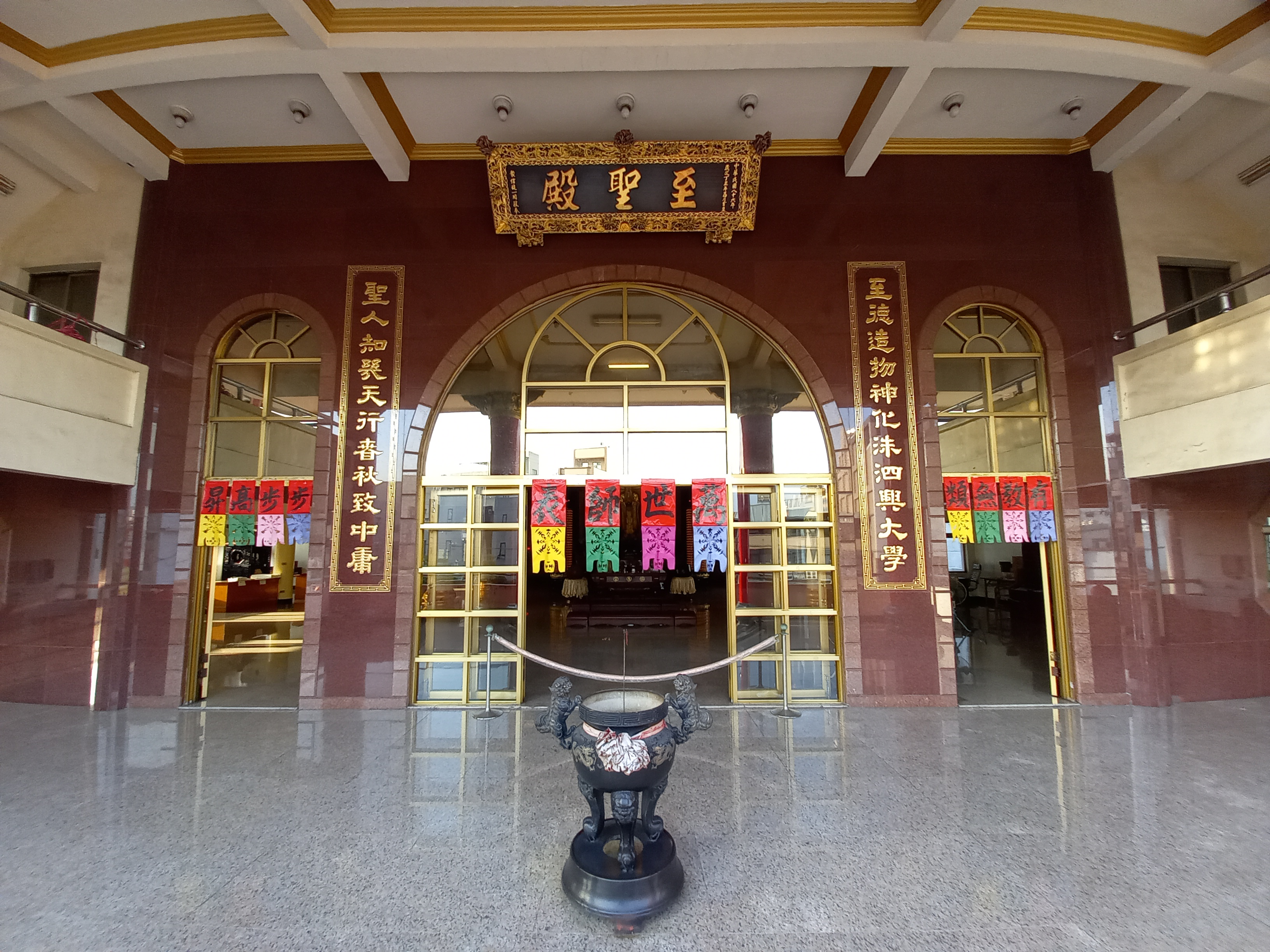
至聖殿
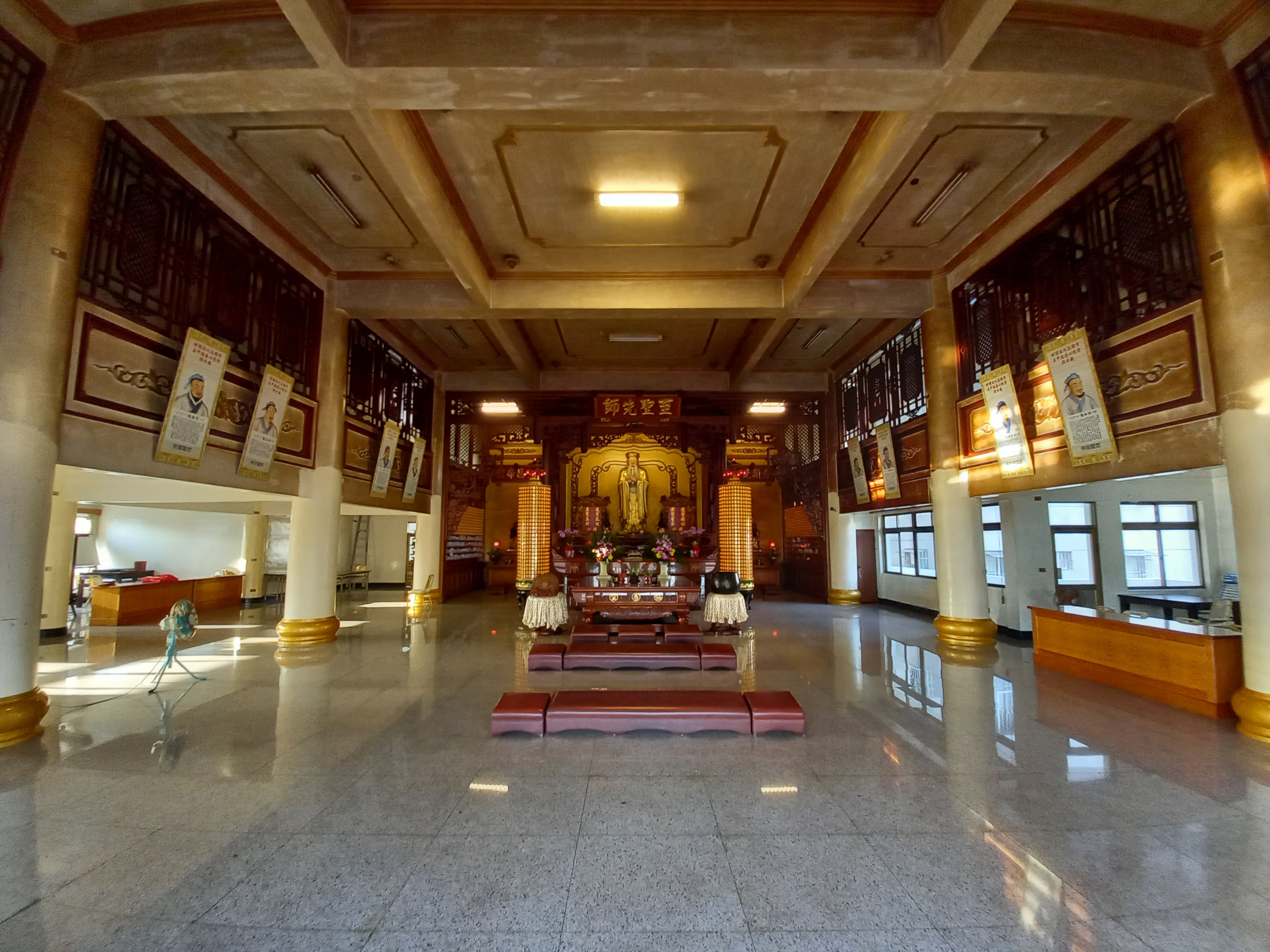
至聖殿內部
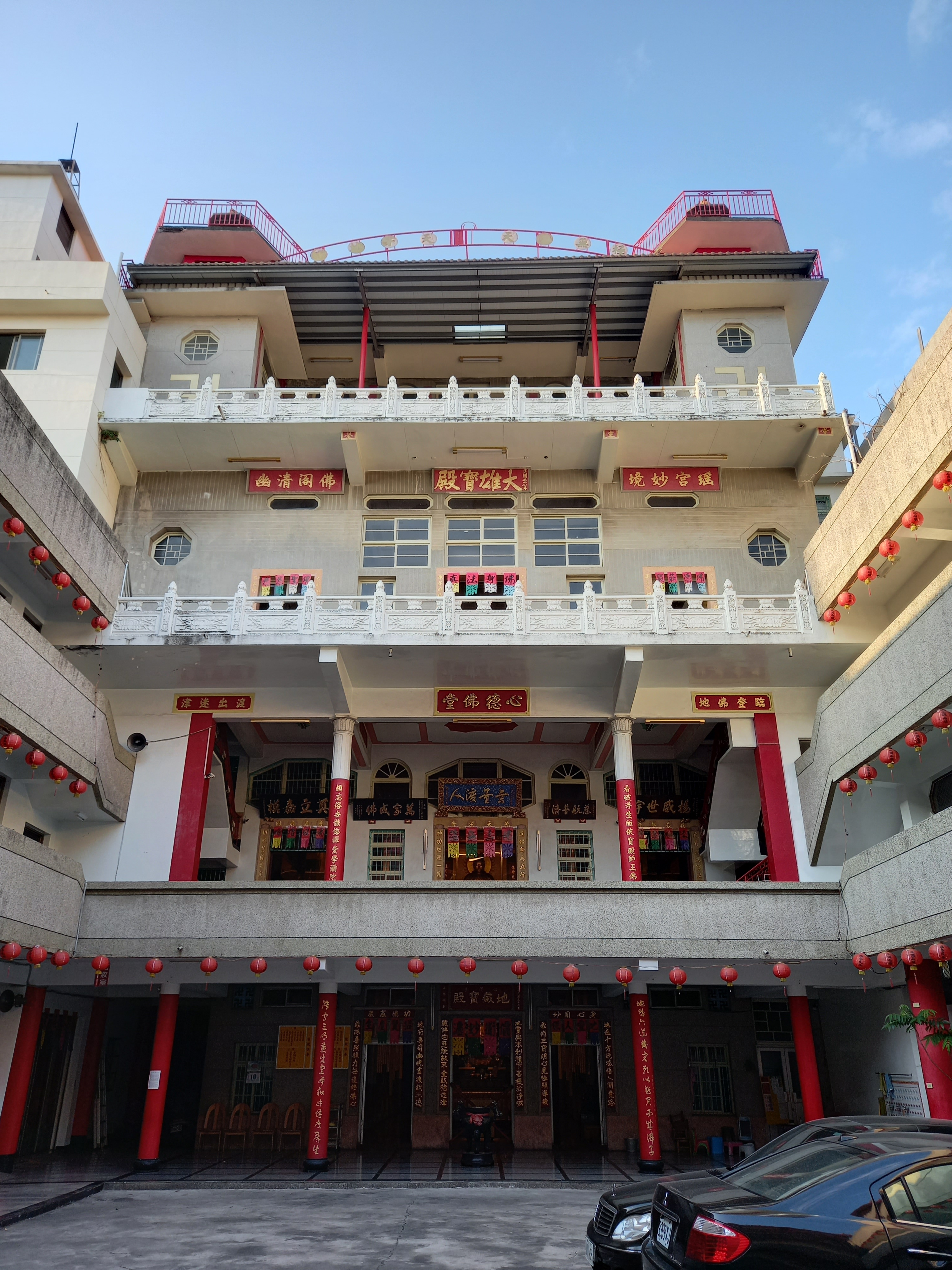
後殿
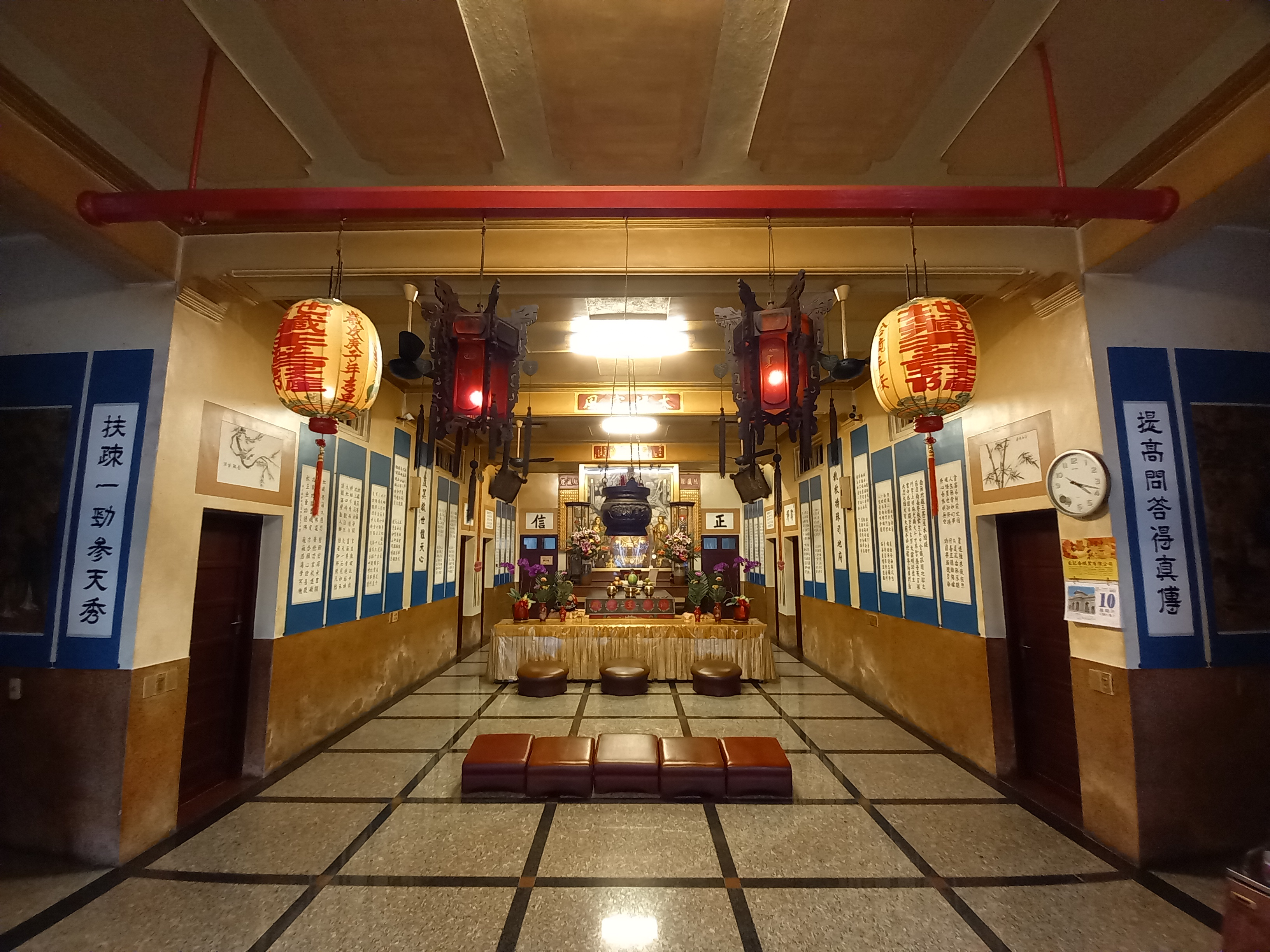
地藏殿全景
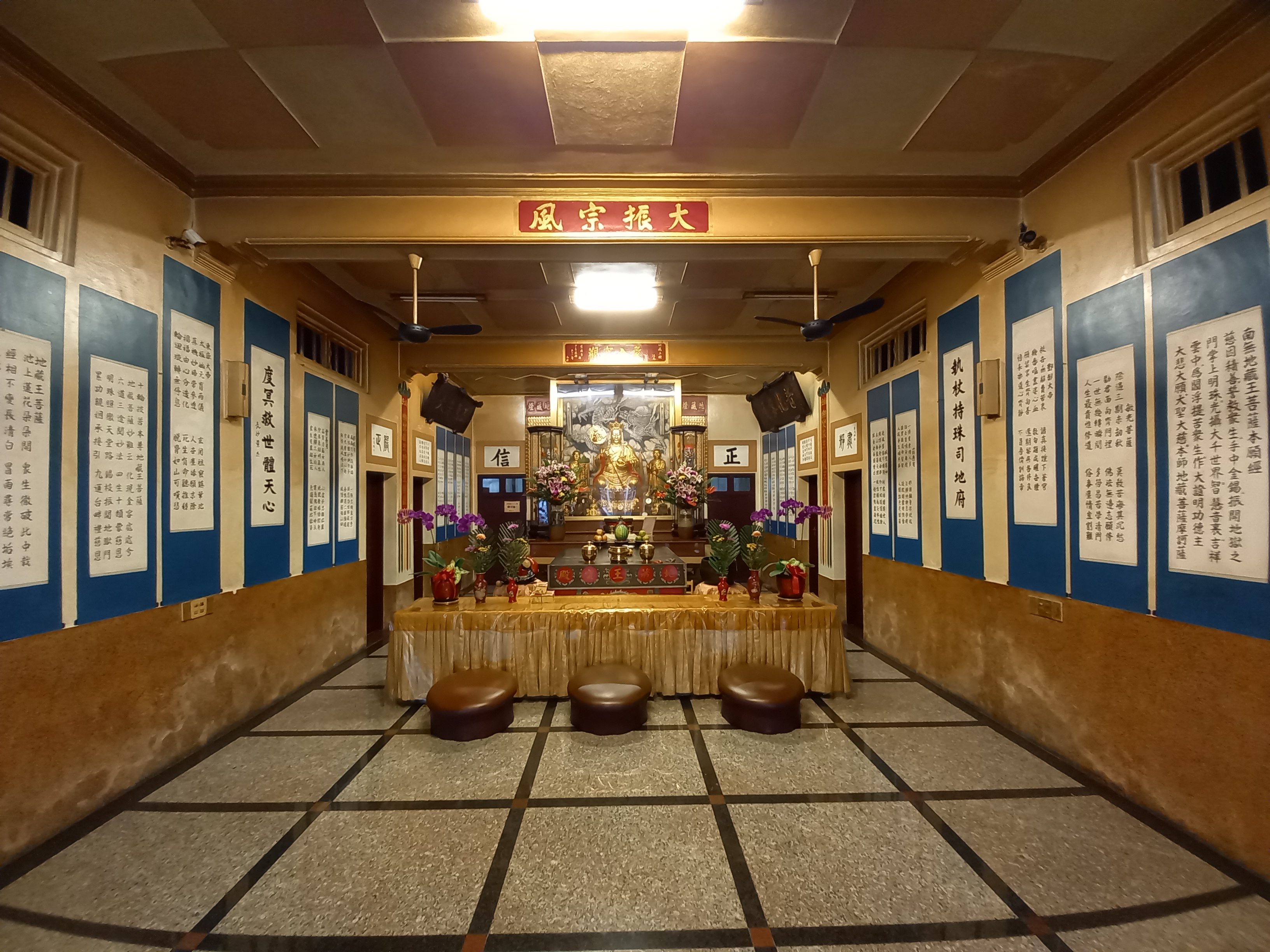
地藏殿
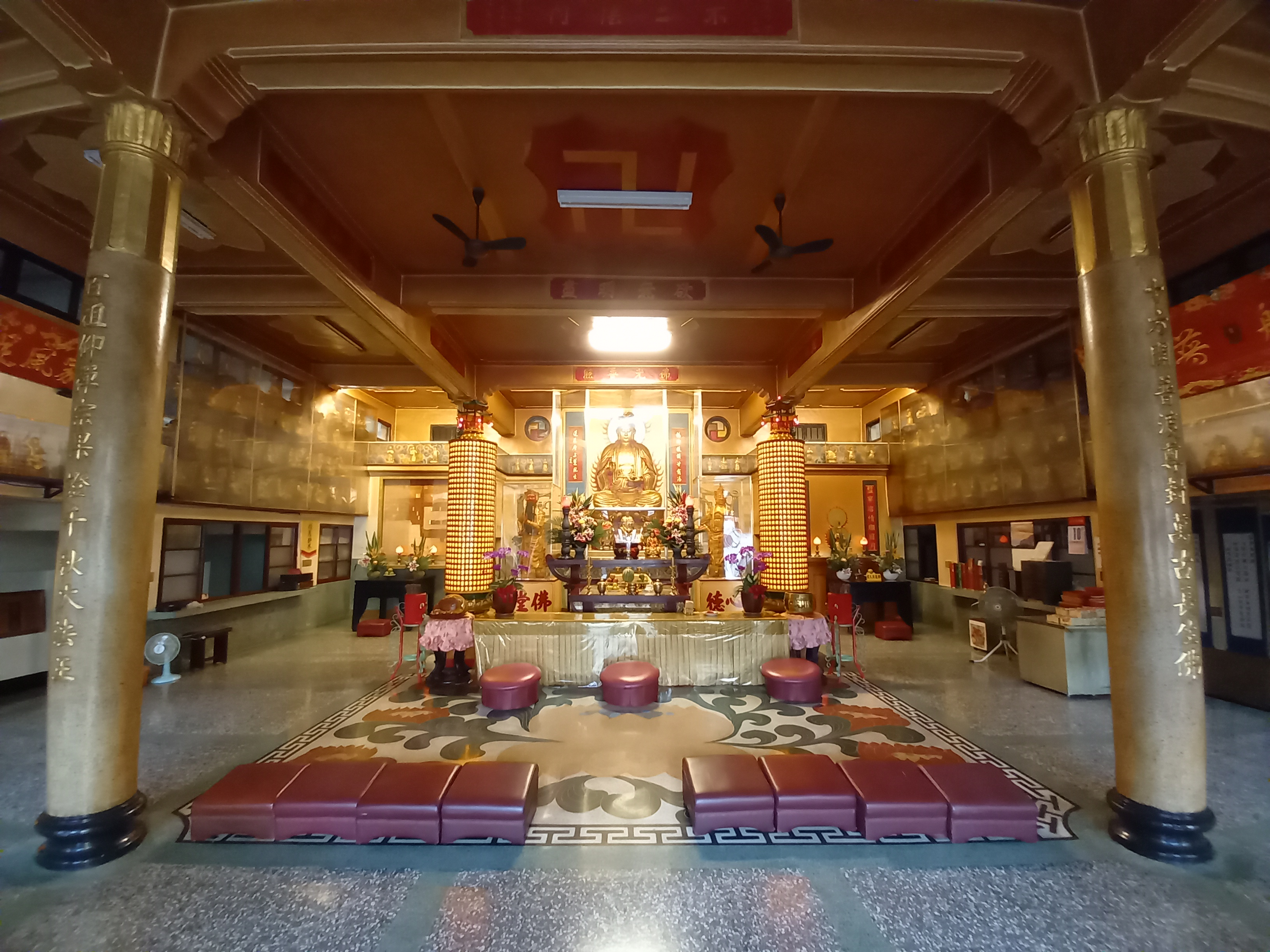
心德佛堂
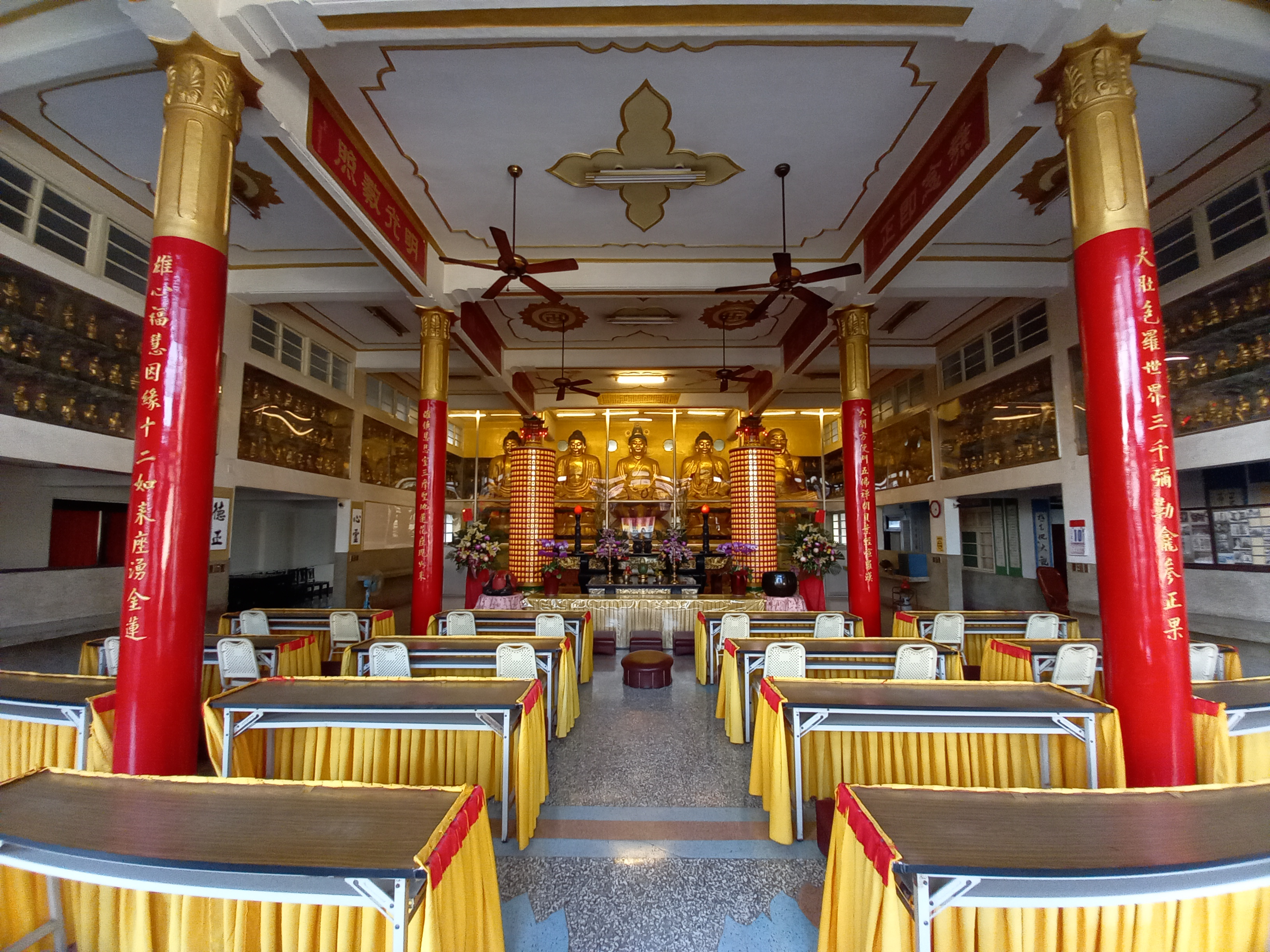
大雄寶殿
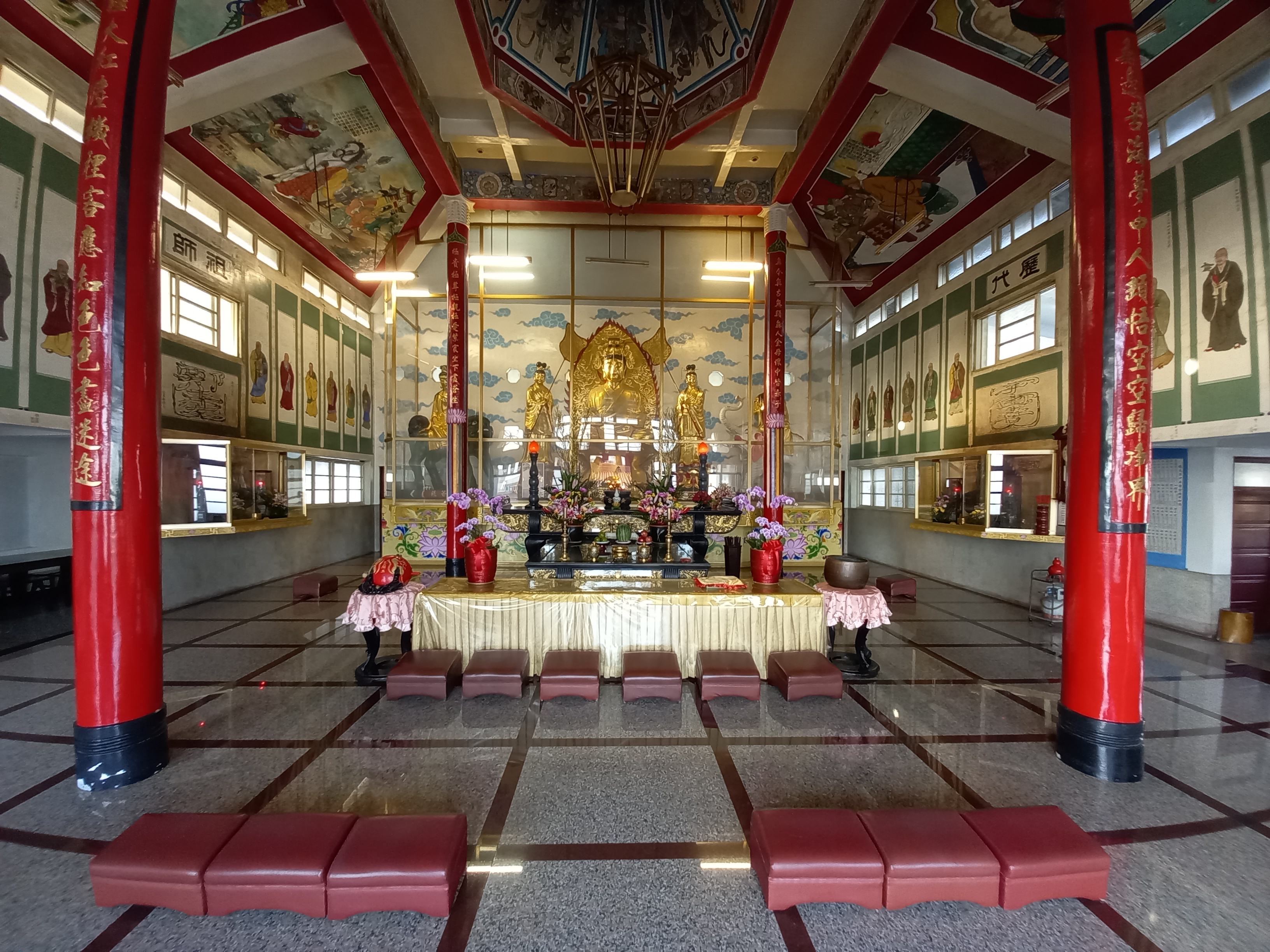
無極殿
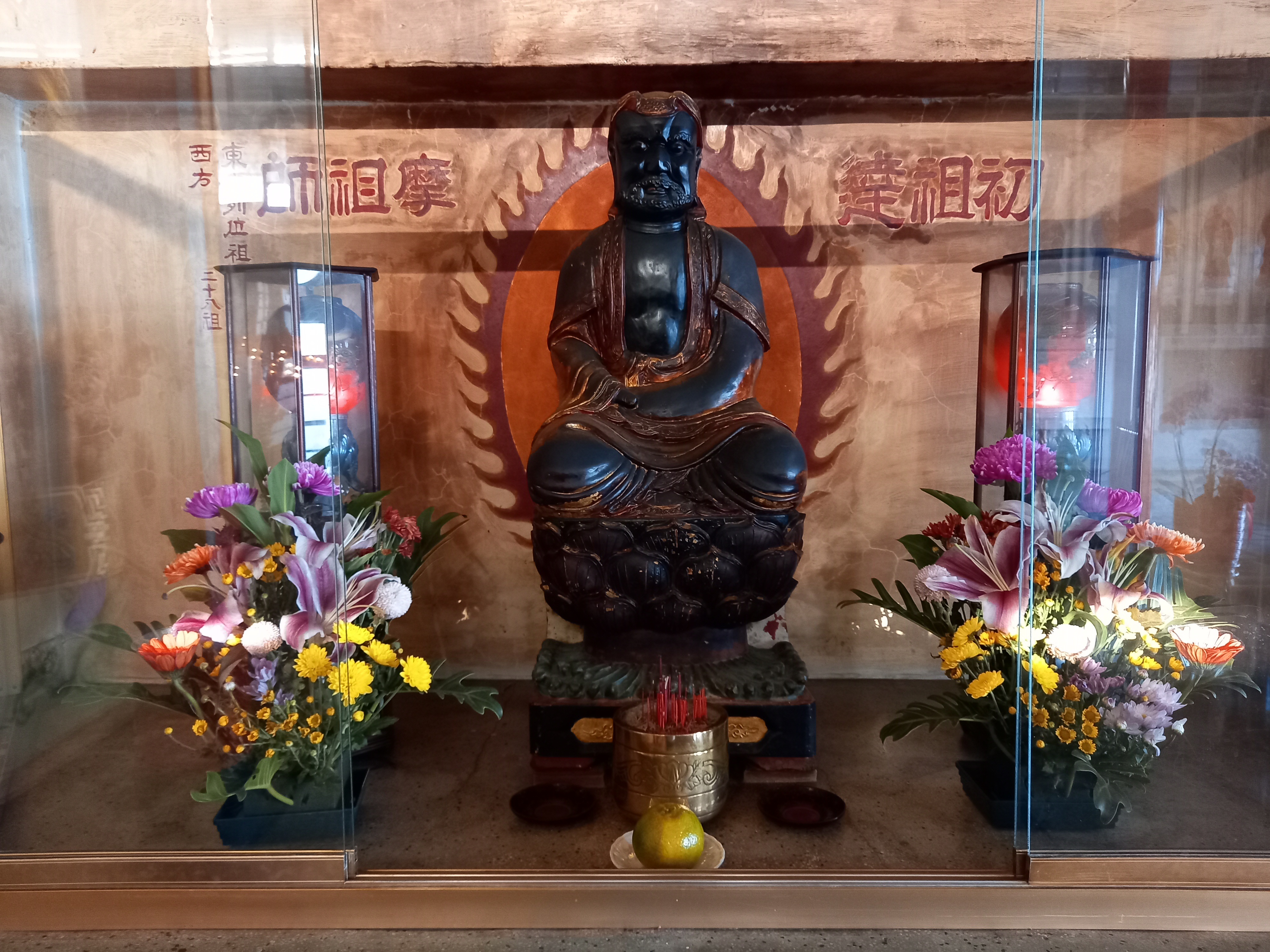
無極殿達摩祖師
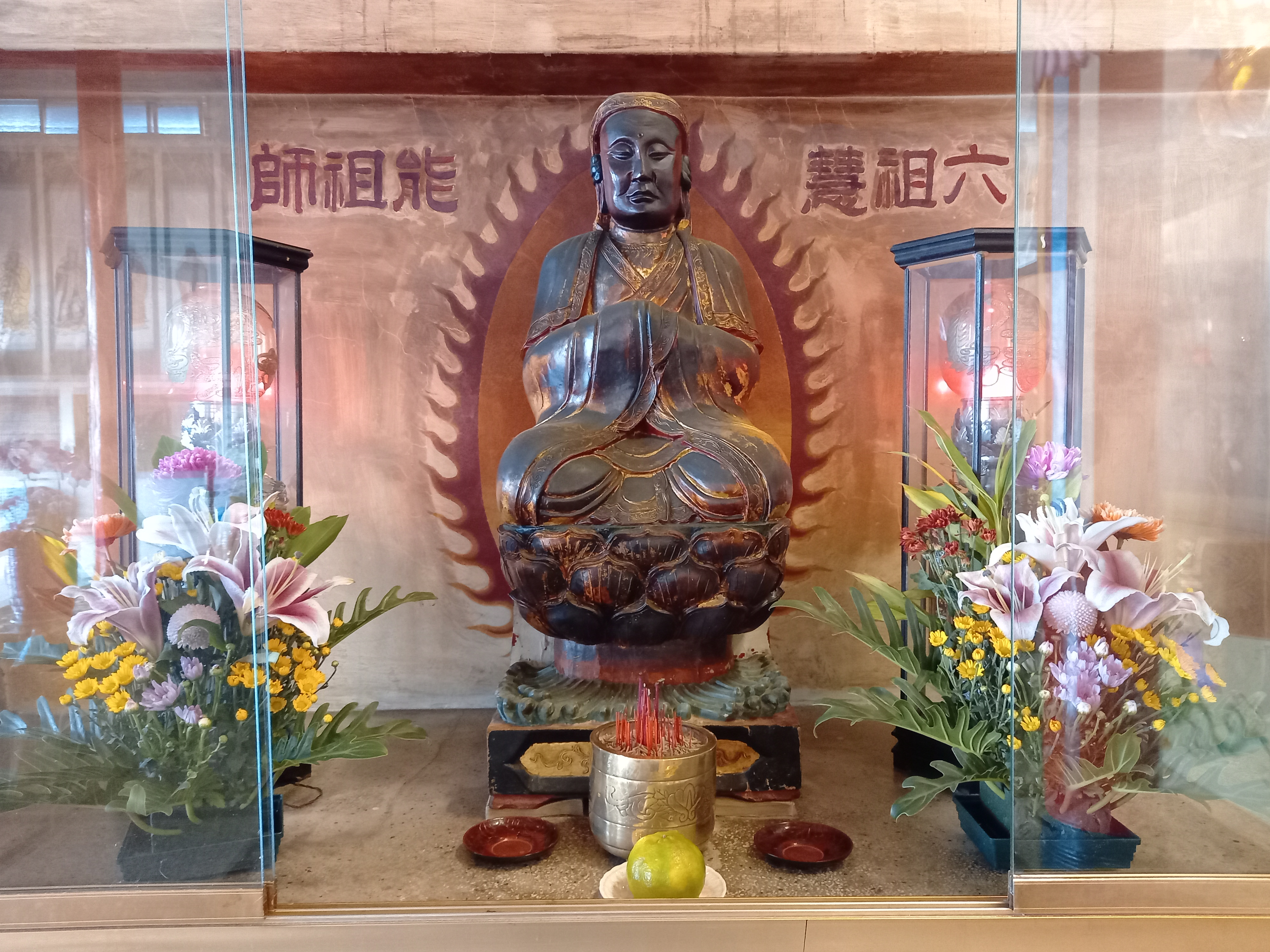
無極殿慧能祖師